# Kontraterrorism
Kontraterrorism, eller antiterrorism, är ett samlingsbegrepp för skyddsåtgärder mot terrorism.
Kontraterroriststyrkor är specialstyrkor som har till uppgift att motverka terrorattacker. I Förenta staterna finns SEAL Team Six, Ryssland bland annat ett Spetsnaz-kommando, Tyskland Grenzschutzgruppe 9, Norge Forsvarets spesialkommando och i Storbritannien Special Air Service. I Finland finns Suszo och Finska Insatyrkan.
I Sverige bedrivs terroristbekämpningen av Säkerhetspolisen, och den praktiska delen – fritaga gisslan medelst skjutvapen och sprängämnen – ombesörjs av den cirka femtio man stora Nationella insatsstyrkan och Särskilda operationsgruppen. 